# 浅野綱晟
浅野 綱晟（あさの つなあきら）は、安芸国広島藩の第3代藩主。浅野家18代当主。
第2代藩主・浅野光晟の長男。母は前田利常の娘・満姫。官位は従四位下、弾正大弼、侍従。幼名は岩松。

## 生涯
寛永15年（1638年）、非公式に登城し、第3代将軍・徳川家光に拝謁する。承応2年（1653年）12月21日、元服し、第4代将軍・徳川家綱の偏諱を受け綱晟と名乗る。従四位下・弾正少弼に任官する。寛文3年（1663年）、新山村に「日新館」という名の別荘を設け、新山八景を選んだという。寛文8年12月27日（1669年）、侍従に任官し、弾正大弼に改める。
寛文12年（1672年）4月18日の父の隠居により跡を継ぐが、翌年正月2日に江戸藩邸にて疱瘡により死去した。享年37。跡を長男の綱長が継いだ。法号は天心院殿徹性日通大居士。墓所は広島県広島市の新庄山墓地。

## 妻室
- 父：浅野光晟（1617-1693）
- 母：自昌院（1620-1700） - 満姫、徳川家光の養女、前田利常の三女
- 正室：愛姫（生年不詳 - 万治2年6月11日（1659年7月30日）） - 九条道房の長女。母は鶴姫。万治元年（1658年）4月、高田殿の養女として入輿。岩松出産後、体調を崩し江戸にて死去。法名は芳雲院殿光誉英心大禅定尼。
  - 長男：浅野綱長（1659-1708）
- 継室：八代姫（生年不詳 - 延宝7年4月13日（1679年5月22日）） - 九条道房の五女。愛姫の同母妹。寛文2年（1662年）4月に入輿。浅野長澄、本多忠常室の母。江戸にて死去し、目黒安養院に葬られた。
  - 次男：浅野長澄（1671-1718） - 浅野長照の養子
  - 女子：本多忠常正室